# Lanceoppia seydi
Lanceoppia seydi är en kvalsterart som beskrevs av Hammer 1968. Lanceoppia seydi ingår i släktet Lanceoppia och familjen Oppiidae. Inga underarter finns listade i Catalogue of Life.